# علاقة حميمة
العلاقة الحميمة هي العلاقة الشخصية التي تتضمن الحميمية الجسدية أو الحميمية العاطفية. تتسم الحميمية الجسدية بـ الجنس الرومانسي أو العاطفي والارتباط أو النشاط الجنسي. وفي بعض الأحيان أيضًا، يستخدم هذا المصطلح مجازًا ليشير إلى العلاقة الجنسية. للعلاقات الحميمة دورًا رئيسيًا في التجربة الإنسانية الشاملة. يمتلك البشر بوجه عام رغبة في الشعور بالانتماء والحب، وغالبًا ما يشعر بهما المرء داخل العلاقة الحميمة. تتضمن العلاقات الحميمة الشعور بالاجتذاب الجسدي والجنسي بين الأفراد والإعجاب والحب والمشاعر الرومانسية والعلاقات الجنسية، بالإضافة إلى البحث عن واحد أو أكثر من الشركاء والسعي وراء الدعم العاطفي والشخصي لأفراد العلاقة. تساعد العلاقات الحميمة في تكوين شبكة اجتماعية بين الأفراد تدعم الارتباطات العاطفية القوية، وتحقق رغبتنا في الشعور بالانتماء والحاجة إلى الاهتمام.

## الحميمية
تشير الحميمية بوجه عام إلى الشعور بالقرب الشخصي أو الانتماء اتجاه فرد آخر. فهي تواصل مألوف وقريب جدًا مع شخص آخر نتيجة الترابط من خلال المعرفة والخبرة. فالعلاقة الحميمة الحقيقية في العلاقات الإنسانية تتطلب الحوار والشفافية والشعور بالضعف والمعاملة بالمثل. ويعني الفعل intimate في اللغة الإنجليزية «التقرب أو التعارف». وتضم كلمة intimating (والتي تعني يعلن) معاني كلمة "intimate" أي حميم عندما تستخدم كاسم أو صفة. أما الاسم «حميم»، فيعني الشخص الذي تربطه بك علاقة خاصة. قام دالتون (Dalton) بهذا التصنيف عام (1959) حيث ناقش كيفية وصول الباحثين في علم الأنثروبولوجيا والإثنوغرافية إلى «المعلومات الداخلية» من داخل ثقافة بعينها عن طريق إنشاء شبكات من الأفراد المتواصلين القادرين (ولديهم الرغبة في الوقت نفسه) على تقديم معلومات لا يمكن التصريح بها على القنوات الرسمية. أما كلمة حميم الصفة فتشير إلى المعرفة المفصلة عن شيء أو شخص (على سبيل المثال، «المعرفة المفصلة عن الهندسة» و«العلاقة الحميمة بين فردين».
في العلاقات الإنسانية، يختلف معنى كلمة حميمية ويتعدد في إطار العلاقات وبينها. في بحث أنثروبولوجي، تعد الحميمية هي نتاج عملية إغراء ناجحة، وهي عملية بناء تمكن الأطراف من الكشف بكل ثقة عن مشاعرهم وأفكارهم الخفية. لقد أصبحت الأحاديث الحميمة أساسًا لـ «الأسرار» (المعرفة السرية) التي تجمع بين الناس.

## الحميمية الجسدية والعاطفية
الحب هو أهم عامل في العلاقات الحميمية العاطفية والجسدية. ويختلف الحب في النوع والكم عن الإعجاب، ولا يقتصر هذا الاختلاف على وجود الشعور بالاجتذاب الجنسي أو عدمه. فهناك نوعان من الحب داخل أي علاقة؛ وهما الحب العاطفي وحب العشرة. يتضمن حب العشرة مشاعر قوية من الارتباط والترابط الأصيل والدائم والشعور بالالتزام المتبادل والشعور العميق بالاهتمام المتبادل والشعور بالفخر من إنجازات الطرف الآخر والرضا عن مشاركة الأهداف ووجهات النظر. ولكن على العكس، يتميز الحب العاطفي بالانشغال والافتتان الشديد للطرف الآخر والنشوة ومشاعر الابتهاج التي تنتج عن لم شملهما.
غالبًا ما يطلق على من هم في علاقة حميمة زوجان، خاصة إذا كانا قد أضافا نوعًا من الديمومة لعلاقتهما. ويوفر هذان الزوجان الشعور بالأمان العاطفي الضروري لهما لإنجاز مهام حياتهما وخاصة في مجال عملهما.